# Junior Eurovision Song Contest 2016

Deltagande länder
Länder som deltog tidigare år men inte 2016

Junior Eurovision Song Contest 2016 var den fjortonde upplagan av Junior Eurovision Song Contest och ägde rum den 20 november 2016 i Maltas huvudstad Valetta. Årets upplaga av tävlingen var därmed den första att sändas på en söndag. 17 länder medverkade, vilket var ett färre än PBS beräkning på 18 länder.
Tävlingen vanns av 11-åriga Mariam Mamadasjvili, som tävlade för Georgien, och hennes låt "Mzeo". Tack vare det nya poängsystemet slog hon det tidigare poängrekordet med hela 54 poängs marginal. Andra och tredje plats gick till Armenien och Italien, respektive.

## Arrangemanget

### Värdlandet
Redan under Junior Eurovision Song Contest 2015 meddelade EBU, den Europeiska radio- och TV-unionen, att man hade kontaktat flera sändande tevebolag angående 2016 års upplaga av tävlingen. Den 13 april 2016 stod det klart att PBS, Maltas nationella tevebolag, hade tilldelats rätten att för andra gången arrangera tävlingen.

### Plats

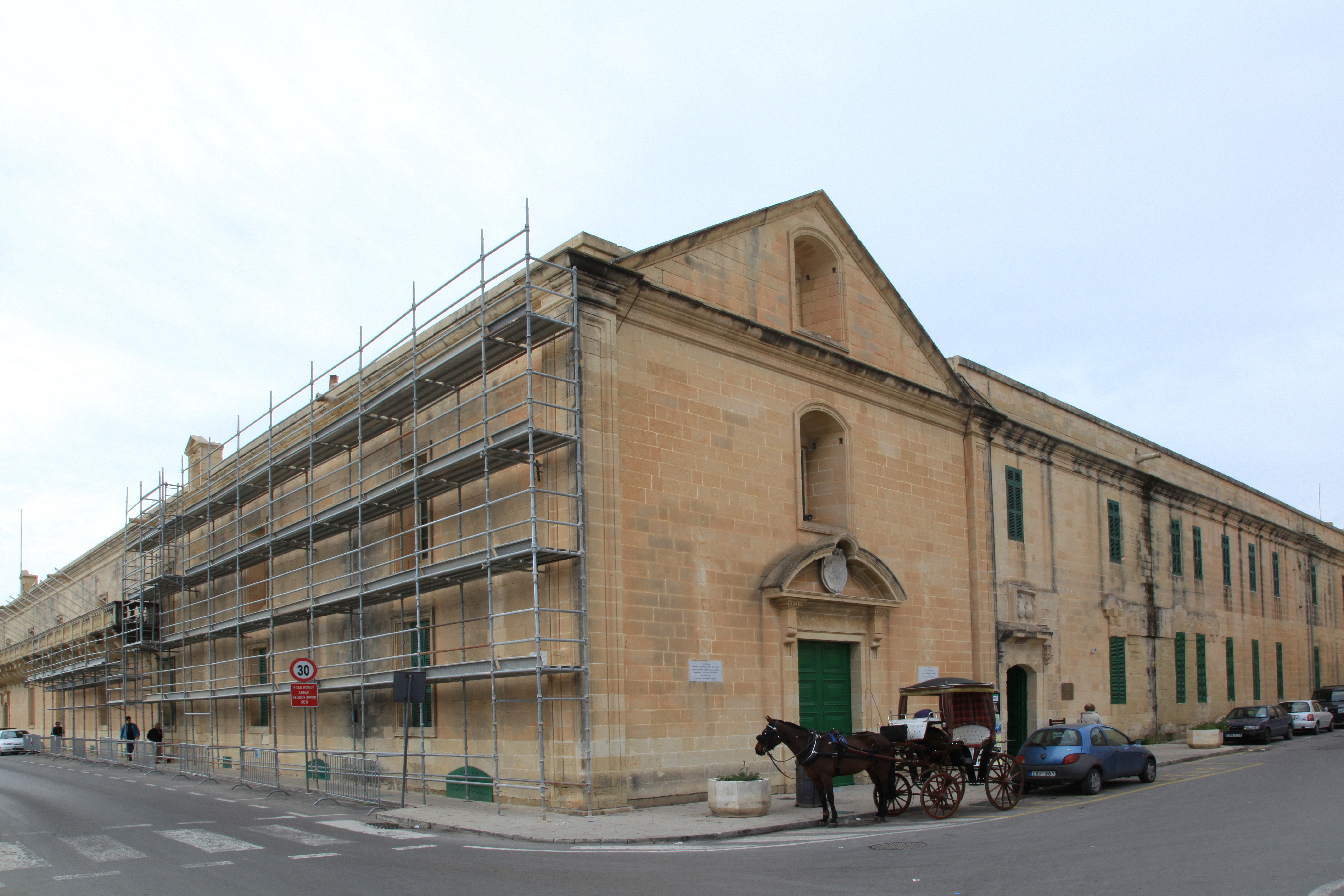

Samtidigt som det stod klart att Malta skulle stå som arrangör meddelade PBS att huvudstaden Valetta skulle stå som värdstad. Den 13 maj stod det klart att Mediterranean Conference Centre skulle vara tävlingens huvudarena där de tävlande artisterna skulle komma att framföra sina bidrag, medan mellanakter och annat kom att arrangeras runtom på Malta. Detta presenterades i samband med de nya, stora ändringarna i formatet. Den 9 november släpptes biljetterna till tävlingen till försäljning. I publiken beskådade omkring 1 500 personer evenemanget.

## Format

### Ändringar
Under en presskonferens in Stockholm den 13 maj 2016 presenterade PBS och EBU upplägget för tävlingens fjortonde upplaga. Till skillnad från tidigare år arrangerades tävlingen på en söndagseftermiddag för att bättre passa den tilltänkta målgruppen. För första gången sedan 2007 ändrades även åldersgränsen för de tävlande artisterna, från mellan 10 och 15 år till mellan 9 och 14.
Den kanske största nyheten var att telefonröstning slopades och att poängen enbart delades ut av två jurygrupper från varje land; en professionell jury bestående av fem musikkunniga vuxna, samt en barnjury bestående av fem barn. Barnjuryns röster ersatte varje lands telefonröster. Den 3 november meddelade EBU att en extpertjury hade introducerats; i expertjuryn satt Mads Grimstad, Christer Björkman och tvillingarna Jedward. Var och en av jurymedlemmarna delade ut poäng till sina favoritbidrag enligt samma poängskala som deltagarnationernas jurygrupper.
En annan stor ändring var att deltagarna inte längre automatiskt tilldelades 12 poäng innan röstningen påbörjades, vilket tidigare varit fallet sedan 2005.

### Grafisk design
Tävlingens officiella slogan offentliggjordes under en presskonferens i Stockholm 13 maj. Den löd Embrace ("Omfamna"), och meningen var att omfamna varje deltagare och dennes värderingar. Den officiella signaturmelodin för tävlingen hade samma namn, och framfördes av 2015 års vinnare, Destiny Chukunyere.

### Programledarna
Den 27 oktober 2016 meddelade PBS att Ben Camille och Valerie Vella skulle stå som programledare för tävlingen. Detta innebär att det för första gången sedan 2013 blir ett programledarpar och inte bara en programledare som vägleder arrangemanget.

### Mellanakt
Den 3 november stod det klart att föregående års vinnare, Destiny Chukunyere, och att föregående års programledare samt Bulgariens representant vid Eurovision Song Contest 2016, Poli Genova, kommer att stå för varsin mellanakt. Även Jedward kommer att uppträda med låten Hologram.

## Deltagande länder
Deltagarlistan presenterades 28 september 2016. Det arrangerande tevebolaget PBS nådde inte sina förhoppningar om att 18 länder skulle medverka, då endast 17 hade bekräftat sitt deltagande. Cypern, Israel och Polen återkommer efter ett, tre och elva års frånvaro, respektive.
Den 24 maj 2016 meddelade det slovenska tevebolaget RTV SLO att Slovenien hoppade av tävlingen på grund av en ospecificerad regeländring i formatet. Några veckor senare, den 14 juni, meddelade även San Marino sitt avhopp, dock angavs ingen specifik anledning av tevebolaget SMRTV. Ingen anledning angavs heller av RTCG, det sändande bolaget i Montenegro, när de meddelade sitt avhopp den 29 augusti 2016.
Den 7 november 2016 kom beskedet att Ukrainas medverkan i tävlingen var hotad då den ukrainska delegationen bara hade samlat in 50 000 av de 580 000 ukrainska hryvnia (motsvarande cirka 203 000 svenska kronor) som skulle täcka resekostnader, hotell och biljetter, och att även nästkommande års medverkan skulle äventyras om inte pengarna betalades.. Senare samma vecka kom dock beskedet att Ukrainas medverkan skulle bli av då man hade lyckats säkra finansieringen.
Startordningen lottades måndagen den 14 november 2016 i samband med öppningsceremonin på Manoel Theatre i Valetta.

### Andra länder
- Danmark – Efter att 2015 års upplaga nådde sitt slut meddelade programchefen hos Danmarks Radio (DR), Jan Lagermand Lundme, att landet inte längre intresserades av tävlingen då man ansåg att tävlingen blivit en slags kopia av Eurovision Song Contest, och att tävlingskriterierna inte stämde överens med tevekanalens kriterier — "glädjen, humorn och leken".[22]
- Estland – Estniska ERR öppnade i november 2015 för ett eventuellt deltagande i tävlingen.[23] När deltagarlistan presenterades i september 2016 listades Estland dock inte som ett av de 17 deltagande länderna.
- Frankrike – Den 18 november 2015 öppnade France Télévisions för att återvända till tävlingen.[24] Edoardo Grassi, Frankrikes delegationschef, satt med i juryn i den maltesiska uttagningen till tävlingen 2016 och introducerades som Frankrikes delegationschef för Junior Eurovision Song Contest 2016.[25] Trots detta listades inte Frankrike på deltagarlistan när den presenterades.
- Lettland – Den 23 maj 2016 meddelade tevebolaget LTV att ett deltagande inte skulle bli av och att Lettland därmed inte skulle återvända till tävlingen 2016, trots att man i november 2015 visat sitt intresse.[26][27]
- Litauen – Litauiska LRT öppnade i november 2015 för ett eventuellt deltagande i tävlingen.[23] När deltagarlistan presenterades i september 2016 listades Litauen dock inte som ett av de 17 deltagande länderna.
- Schweiz – Den 5 juli 2016 bekräftade den italienskspråkiga tevekanalen Radiotelevisione svizzera (RSI) att man inte skulle återvända till tävlingen på grund av kostnader.[28]

Följande länders tevebolag avböjde inbjudan till tävlingen utan några större förklaringar:
- Belgien – Ketnet[29]
- Grekland – ERT[30]
- Kroatien – HRT[31]
- Moldavien – TRM[32]
- Norge – NRK[33]
- Storbritannien – ITV[34]
- Sverige – SVT[35]
- Tjeckien – ČT[28]
- Tyskland – ARD[36]

## Resultat
| Nr | Land          | Artist                    | Bidrag                                                        | Språk                  | Plac. | Poäng |
| -- | ------------- | ------------------------- | ------------------------------------------------------------- | ---------------------- | ----- | ----- |
| 01 | Irland        | Zena Donnelly             | "Bríce ar Bhríce"                                             | iriska, engelska1      | 10    | 122   |
| 02 | Armenien      | Anahit och Mary           | "Tarber" (տարբեր)                                             | armeniska, engelska    | 2     | 232   |
| 03 | Albanien      | Klesta Qehaja             | "Besoj"                                                       | albanska, engelska     | 13    | 38    |
| 04 | Ryssland      | The Water of Life Project | "Water of Life"                                               | ryska, engelska        | 4     | 202   |
| 05 | Malta         | Christina Magrin          | "Parachute"                                                   | engelska               | 6     | 191   |
| 06 | Bulgarien     | Lidia Ganeva              | "Vălsjeben den" (Вълшебен ден)                                | bulgariska, engelska   | 9     | 161   |
| 07 | Makedonien    | Martija Stanojković       | "Love Will Lead Our Way (Ljubovta ne vodi)" (Љубовта не води) | makedonska, engelska   | 12    | 41    |
| 08 | Polen         | Olivia Wieczorek          | "Nie zapomnij"                                                | polska, engelska2      | 11    | 60    |
| 09 | Vitryssland   | Alexander Minjonok        | "Muzyka moikh pobed" (Музыка моих побед)                      | ryska, engelska3       | 7     | 177   |
| 10 | Ukraina       | Sofia Rol                 | "Planet Craves for Love"                                      | ukrainska, engelska    | 14    | 30    |
| 11 | Italien       | Fiamma Boccia             | "Cara Mamma"                                                  | italienska, engelska   | 3     | 209   |
| 12 | Serbien       | Dunja Jeličić             | "U la la la" (У ла ла ла)                                     | serbiska               | 17    | 14    |
| 13 | Israel        | Shir & Tim                | "Follow My Heart"                                             | hebreiska, engelska    | 15    | 27    |
| 14 | Australien    | Alexa Curtis              | "We Are"                                                      | engelska               | 5     | 202   |
| 15 | Nederländerna | Kisses                    | "Kisses and Dancin'"                                          | nederländska, engelska | 8     | 174   |
| 16 | Cypern        | George Michailidis        | "Dance Floor"                                                 | grekiska, engelska     | 16    | 27    |
| 17 | Georgien      | Mariam Mamadasjvili       | "Mzeo" (მზეო)                                                 | georgiska              | 1     | 239   |

NOTERINGAR
1. ^ Låtens sista refräng framfördes under showen på engelska, och inte på iriska som i studioversionen.
2. ^ Låtens sista refräng framfördes under showen på engelska, och inte på polska som i studioversionen.
3. ^ Låtens sista refräng framfördes under showen på engelska, och inte på ryska som i studioversionen.

## Poängtabeller
Poängen från varje lands vuxenjury lästes först upp individuellt av varje land röstavlämnare, för att senare följas upp av expertjuryn vars medlemmar separat avgav sina poäng. Till sist presenterades poängen som delades ut av varje lands barnjury klumpmässigt, inspirerat av omröstningen i årets upplaga av Eurovision Song Contest.
| Splittrat juryresultat | Splittrat juryresultat | Splittrat juryresultat | Splittrat juryresultat | Splittrat juryresultat | Splittrat juryresultat | Splittrat juryresultat |
| Plac.                  | Vuxenjuryn             | Poäng                  | Expertjuryn            | Poäng                  | Barnjuryn              | Poäng                  |
| ---------------------- | ---------------------- | ---------------------- | ---------------------- | ---------------------- | ---------------------- | ---------------------- |
| 1                      | Georgien               | 144                    | Ryssland               | 29                     | Armenien               | 110                    |
| 2                      | Armenien               | 99                     | Armenien               | 23                     | Malta                  | 105                    |
| 3                      | Nederländerna          | 94                     | Italien                | 22                     | Ryssland               | 105                    |
| 4                      | Vitryssland            | 92                     | Vitryssland            | 20                     | Italien                | 103                    |
| 5                      | Australien             | 86                     | Australien             | 17                     | Australien             | 99                     |
| 6                      | Italien                | 84                     | Bulgarien              | 15                     | Georgien               | 83                     |
| 7                      | Malta                  | 80                     | Nederländerna          | 15                     | Bulgarien              | 68                     |
| 8                      | Bulgarien              | 78                     | Georgien               | 12                     | Nederländerna          | 65                     |
| 9                      | Ryssland               | 68                     | Irland                 | 9                      | Vitryssland            | 65                     |
| 10                     | Irland                 | 56                     | Malta                  | 6                      | Irland                 | 57                     |
| 11                     | Albanien               | 23                     | Polen                  | 3                      | Polen                  | 36                     |
| 12                     | Polen                  | 21                     | Albanien               | 2                      | Makedonien             | 24                     |
| 13                     | Ukraina                | 18                     | Israel                 | 1                      | Israel                 | 20                     |
| 14                     | Makedonien             | 17                     | Makedonien             | 0                      | Albanien               | 13                     |
| 15                     | Cypern                 | 15                     | Ukraina                | 0                      | Cypern                 | 12                     |
| 16                     | Israel                 | 6                      | Cypern                 | 0                      | Ukraina                | 12                     |
| 17                     | Serbien                | 5                      | Serbien                | 0                      | Serbien                | 9                      |

| Vuxenjury Barnjury | Vuxenjury Barnjury | Resultat | Resultat | Resultat | Resultat | Resultat | Resultat | Resultat  | Resultat       | Resultat | Resultat | Resultat | Resultat | Resultat | Resultat | Resultat   | Resultat      | Resultat | Resultat | Resultat | Resultat | Resultat |
| Vuxenjury Barnjury | Vuxenjury Barnjury | Σ        | Irland   | Armenien | Albanien | Ryssland | Malta    | Bulgarien | Nordmakedonien | Polen    | Belarus  | Ukraina  | Italien  | Serbien  | Israel   | Australien | Nederländerna | Cypern   | Georgien | X1       | X2       | X3       |
| D                  | Irland             | 122      |          |          | 1        | 1        | 12       | 3         |                |          |          | 10       | 12       | 6        |          | 8          |               | 3        |          |          | 4        | 5        |
| D                  | Irland             | 122      |          |          | 8        | 1        | 10       |           |                | 7        | 2        | 7        | 8        |          | 1        | 6          | 2             | 5        |          |          | 4        | 5        |
| D                  | Armenien           | 232      | 4        |          |          | 7        | 10       | 8         | 10             |          | 10       | 2        |          | 12       | 10       | 4          | 7             | 7        | 8        | 8        | 5        | 10       |
| D                  | Armenien           | 232      | 7        |          | 6        | 10       | 7        | 12        | 8              |          | 12       | 5        | 10       | 10       |          | 5          | 6             | 4        | 8        | 8        | 5        | 10       |
| D                  | Albanien           | 38       |          |          |          | 2        | 4        |           |                |          | 2        |          | 5        | 7        |          | 1          |               | 2        |          | 2        |          |          |
| D                  | Albanien           | 38       |          | 4        |          |          |          |           | 1              | 4        |          | 1        |          |          |          | 2          | 1             |          |          | 2        |          |          |
| D                  | Ryssland           | 202      | 7        | 6        | 4        |          |          | 1         | 8              | 7        | 7        | 4        | 2        | 5        | 5        | 2          | 3             | 4        | 3        | 7        | 10       | 12       |
| D                  | Ryssland           | 202      | 8        | 3        |          |          | 2        | 10        | 12             | 6        | 10       | 8        | 6        | 12       | 6        |            | 10            | 3        | 7        | 7        | 10       | 12       |
| D                  | Malta              | 191      | 1        | 4        | 7        | 3        |          | 5         | 6              | 1        | 8        | 5        | 10       |          | 1        | 12         |               | 10       | 7        |          | 2        | 4        |
| D                  | Malta              | 191      | 5        | 6        | 12       | 8        |          | 5         | 10             | 10       | 5        | 3        | 12       | 4        |          | 10         | 3             | 7        | 5        |          | 2        | 4        |
| D                  | Bulgarien          | 161      | 3        | 8        | 6        |          | 6        |           | 7              | 12       | 5        | 3        | 7        | 1        |          | 7          | 6             | 1        | 6        | 6        | 8        | 1        |
| D                  | Bulgarien          | 161      | 6        | 5        | 5        | 3        | 5        |           | 6              | 1        | 8        | 2        | 3        | 3        | 8        | 3          | 7             | 3        |          | 6        | 8        | 1        |
| D                  | Makedonien         | 41       |          |          | 2        |          | 2        |           |                |          |          |          | 1        | 3        | 2        | 5          | 2             |          |          |          |          |          |
| D                  | Makedonien         | 41       |          |          | 7        |          | 1        |           |                | 2        |          |          | 2        |          | 3        |            | 8             |          | 1        |          |          |          |
| D                  | Polen              | 60       |          | 2        |          | 4        | 1        |           | 2              |          | 1        |          | 6        |          | 4        |            |               |          | 1        |          |          | 3        |
| D                  | Polen              | 60       |          | 12       | 1        |          | 4        | 2         |                |          | 7        |          |          |          | 10       |            |               |          |          |          |          | 3        |
| D                  | Vitryssland        | 177      | 8        | 7        |          | 12       | 5        | 10        | 3              | 5        |          |          |          |          | 12       | 10         | 10            | 8        | 2        | 12       | 6        | 2        |
| D                  | Vitryssland        | 177      |          | 8        |          | 12       |          | 8         |                |          |          | 6        | 5        | 7        | 5        | 7          |               |          | 7        | 12       | 6        | 2        |
| D                  | Ukraina            | 30       |          | 3        |          |          |          | 2         |                | 4        |          |          |          |          | 3        |            | 1             |          | 5        |          |          |          |
| D                  | Ukraina            | 30       |          |          |          |          | 3        | 4         |                |          | 4        |          |          |          |          | 1          |               |          |          |          |          |          |
| D                  | Italien            | 209      | 10       | 1        | 8        | 5        |          | 6         | 12             | 6        | 4        | 6        |          | 2        | 7        |            | 8             | 5        | 4        | 10       | 12       |          |
| D                  | Italien            | 209      | 10       | 1        | 10       | 2        | 12       | 7         | 7              | 12       | 6        |          |          | 5        | 7        | 8          | 4             | 8        | 4        | 10       | 12       |          |
| D                  | Serbien            | 14       |          |          |          |          |          |           | 5              |          |          |          |          |          |          |            |               |          |          |          |          |          |
| D                  | Serbien            | 14       |          |          |          |          |          | 3         | 3              |          |          |          | 1        |          |          |            |               |          | 2        |          |          |          |
| D                  | Israel             | 27       |          |          | 3        |          |          |           |                | 2        |          | 1        |          |          |          |            |               |          |          | 1        |          |          |
| D                  | Israel             | 27       | 1        |          | 3        |          |          |           |                | 5        |          |          | 4        | 1        |          | 4          |               | 2        |          | 1        |          |          |
| D                  | Australien         | 202      | 5        | 5        | 10       | 6        | 8        | 4         | 1              | 10       | 6        | 7        | 8        |          |          |            | 4             |          | 12       | 3        | 7        | 7        |
| D                  | Australien         | 202      | 12       |          | 2        | 7        | 8        | 6         | 2              | 8        | 1        | 4        | 7        | 6        | 4        |            | 12            | 10       | 10       | 3        | 7        | 7        |
| D                  | Nederländerna      | 174      | 6        | 10       | 5        | 8        | 7        | 7         | 4              | 3        | 3        | 8        | 4        | 4        | 6        | 3          |               | 6        | 10       | 4        | 3        | 8        |
| D                  | Nederländerna      | 174      | 4        | 7        |          | 6        | 6        | 1         | 4              |          |          | 10       |          | 2        | 12       |            |               | 1        | 12       | 4        | 3        | 8        |
| D                  | Cypern             | 27       | 2        |          |          |          |          |           |                |          |          |          |          | 8        |          |            | 5             |          |          |          |          |          |
| D                  | Cypern             | 27       | 2        | 2        |          | 5        |          |           |                |          |          |          |          |          |          |            |               |          | 3        |          |          |          |
| D                  | Georgien           | 239      | 12       | 12       | 12       | 10       | 3        | 12        |                | 8        | 12       | 12       | 3        | 10       | 8        | 6          | 12            | 12       |          | 5        | 1        | 6        |
| D                  | Georgien           | 239      | 3        | 10       | 4        | 4        |          |           | 5              | 3        | 3        | 12       |          | 8        | 2        | 12         | 5             | 12       |          | 5        | 1        | 6        |

### 12-poängare

#### Vuxenjuryn
| N. | Mottagande land | Röstande land                                                                      |
| -- | --------------- | ---------------------------------------------------------------------------------- |
| 8  | Georgien        | Albanien, Armenien, Bulgarien, Cypern, Irland, Nederländerna, Ukraina, Vitryssland |
| 2  | Irland          | Italien, Malta                                                                     |
| 2  | Vitryssland     | Israel, Ryssland                                                                   |
| 1  | Italien         | Makedonien                                                                         |
| 1  | Bulgarien       | Polen                                                                              |
| 1  | Armenien        | Serbien                                                                            |
| 1  | Malta           | Australien                                                                         |
| 1  | Australien      | Georgien                                                                           |

#### Barnjuryn
| N. | Mottagande land | Röstande land               |
| -- | --------------- | --------------------------- |
| 3  | Georgien        | Australien, Cypern, Ukraina |
| 2  | Armenien        | Bulgarien, Vitryssland      |
| 2  | Australien      | Irland, Nederländerna       |
| 2  | Italien         | Malta, Polen                |
| 2  | Malta           | Albanien, Italien           |
| 2  | Nederländerna   | Georgien, Israel            |
| 2  | Ryssland        | Makedonien, Serbien         |
| 1  | Vitryssland     | Ryssland                    |
| 1  | Polen           | Armenien                    |

## Kommentatorer och röstavlämnare

### Kommentatorer
Tävlingen sändes online världen över via Junior Eurovisions YouTube-kanal.
Nedan listas samtliga länder där tävlingen sändes:

- Albanien - Andri Xhahu (RTSH)
- Armenien - Avet Barseghyan (ARMTV)
- Australien - Ingen kommentator (SBS)
- Bulgarien - Elena Rosberg och Georgi Kushvaliev (BNT)
- Cypern - Kyriacos Pastides (CyBC)
- Georgien - Demetre Ergemlidze[41] (GPB)
- Irland - Eoghan McDermott (TG4)
- Israel - Ingen kommentator (IBA)
- Italien - Simone Lijoi och Laura Carusino Vignera[42] (RAI)
- Makedonien - Eli Tanaskovska (MKTV)
- Malta - Ingen Kommentator (PBS)
- Nederländerna - Jan Smit (AVROTROS)
- Nya Zeeland[43] - Ewan Spence, Lisa-Jayne Davies, Sharleen Wright och Ben Robertson (World FM 88.2)
- Polen - Artur Orzech[44] (TVP1)
- Ryssland - Olga Shelest (RTR)
- Serbien - Silvana Grujić[45] (RTS)
- Singapore[46] - Ewan Spence, Lisa-Jayne Davies, Sharleen Wright och Ben Robertson (247 Disco Heaven)
- Slovenien[47] - Andrej Hofer (RTVSLO)
- Storbritannien[46] - Ewan Spence, Lisa-Jayne Davies, Sharleen Wright och Ben Robertson (Radio Six och Fun Kids)
- Tyskland[48] - Thomas Mohr (ARD (online))
- Ukraina - Timur Miroshnychenko (NTU)
- USA[49] - Ewan Spence, Lisa-Jayne Davies, Sharleen Wright och Ben Robertson (KCGW 107.1, WCGD 90.5, KLZY 99.3 och KMJY 88.1)
- Vitryssland - Julia Pertsova[50] (BTRC)

### Röstavlämnare

#### Deltagarnationernas jurygrupper
- Albanien - Juna Dizdari[51]
- Armenien - Mika (representerade Armenien 2015)[51]
- Australien - Sebastian Hill[51]
- Bulgarien - Milen Pavlov[51]
- Cypern - Loucas Demetriou[51]
- Georgien - Elena Sturua[51]
- Irland - Andrea Leddy[51]
- Israel - Itay Limor[51]
- Italien - Jade Scicluna[51]
- Makedonien - Antonija Dimitrievska[51]
- Malta - Gaia Cauchi (2013 års vinnare)[51]
- Nederländerna - Anneloes[51]
- Polen - Nicoletta Wlodarczyk[51]
- Ryssland - Michail Smirnov (representerade Ryssland 2015)[51]
- Serbien - Tomislav Radojevic[51]
- Ukraina - Anna Trintjer (representerade Ukraina 2015)[51]
- Vitryssland - Ruslan Aslanov (representerade Vitryssland 2015)[51]

#### Expertjuryn
Till årets upplaga lät EBU introducera en expertjury på tre personer som avgav sina poäng var för sig enligt samma poängskala som deltagarnationernas jurygrupper använde sig av. Nedan listas jurymedlemmarna:
- Mads Grimstad (Universal)
- Christer Björkman (Sveriges delegationsledare i Eurovision Song Contest)
- Jedward[52] (representerade Irland i Eurovision Song Contest 2011 och 2012)

## Album
Junior Eurovision Song Contest Malta 2016 är ett samlingsalbum ihopsatt av EBU och gavs ut i november 2016. Albumet innehåller alla låtar från 2016 års tävling, samt tävlingens signaturmelodi "Embrace" och låten "Fast Life (Ladidadi)", båda sjungna av föregående års vinnare Destiny Chukunyere.
| Nr           | Titel                                       | Artist                           | Längd |
| ------------ | ------------------------------------------- | -------------------------------- | ----- |
| 1.           | Embrace (Junior Eurovision 2016 Theme Song) | Destiny Chukunyere               | 3:31  |
| 2.           | Besoj                                       | Klesta Qehaja (Albanien)         | 3:05  |
| 3.           | Tarber                                      | Anahit & Mary (Armenien)         | 2:50  |
| 4.           | We Are                                      | Alexa Curtis (Australien)        | 2:59  |
| 5.           | Вълшебен Ден                                | Lidia Ganeva (Bulgarien)         | 3:00  |
| 6.           | Musyka Moih Pobed                           | Alexander Minyonok (Vitryssland) | 2:52  |
| 7.           | Dance Floor                                 | George Michaelides (Cypern)      | 3:00  |
| 8.           | Mzeo                                        | Mariam Mamadashvili (Georgien)   | 3:01  |
| 9.           | Bríce Ar Bhríce                             | Zena Donnelly (Irland)           | 2:59  |
| 10.          | Follow My Heart                             | Shir & Tim (Israel)              | 2:59  |
| 11.          | Cara Mamma                                  | Fiamma Boccia (Italien)          | 3:02  |
| 12.          | Ljubovta Ne Vodi                            | Martija Stanojković (Makedonien) | 3:03  |
| 13.          | Parachute                                   | Christina Magrin (Malta)         | 2:52  |
| 14.          | Kisses & Dancin'                            | Kisses (Nederländerna)           | 2:58  |
| 15.          | Nie Zapomnij                                | Olivia Wieczorek (Polen)         | 3:00  |
| 16.          | U La La La                                  | Dunja Jeličić (Serbien)          | 2:45  |
| 17.          | Water of Life                               | Water of Life Project (Ryssland) | 3:11  |
| 18.          | Planet Craves for Love                      | Sofia Rol (Ukraina)              | 3:02  |
| 19.          | Fast Life (Ladidadi) (bonusspår)            | Destiny Chukunyere               | 3:28  |
| Total längd: | Total längd:                                | Total längd:                     | 57:37 |